# Estación de Mingorría
Mingorría es una estación de ferrocarril situada en el municipio español de Mingorría, en la provincia de Ávila, comunidad autónoma de Castilla y León. No cuenta con servicios de pasajeros desde 1994.

## Situación ferroviaria
Las instalaciones se encuentran situadas en el punto kilométrico 133,502 de la línea de ancho ibérico Madrid-Hendaya, a una altitud de 1064 metros, entre las estaciones de Pedrosillo y Velayos.

## La estación
Entró en funcionamiento en 1864 formando parte de la línea General del Norte o línea Imperial.
Se sitúa al este de Mingorría. Disponía de un edificio de viajeros de un cuerpo y dos alturas anexo al edificio de enclavamientos y dos andenes. El andén lateral accede a una vía desviada y el andén central accede a la vía general dirección Madrid y otra desviada. Entre la general dirección Madrid y la desviada del andén lateral está la vía general dirección Hendaya.
Los edificios de la estación fueron derribados por Adif el 7 de febrero de 2024.